# 붉은부리열대새

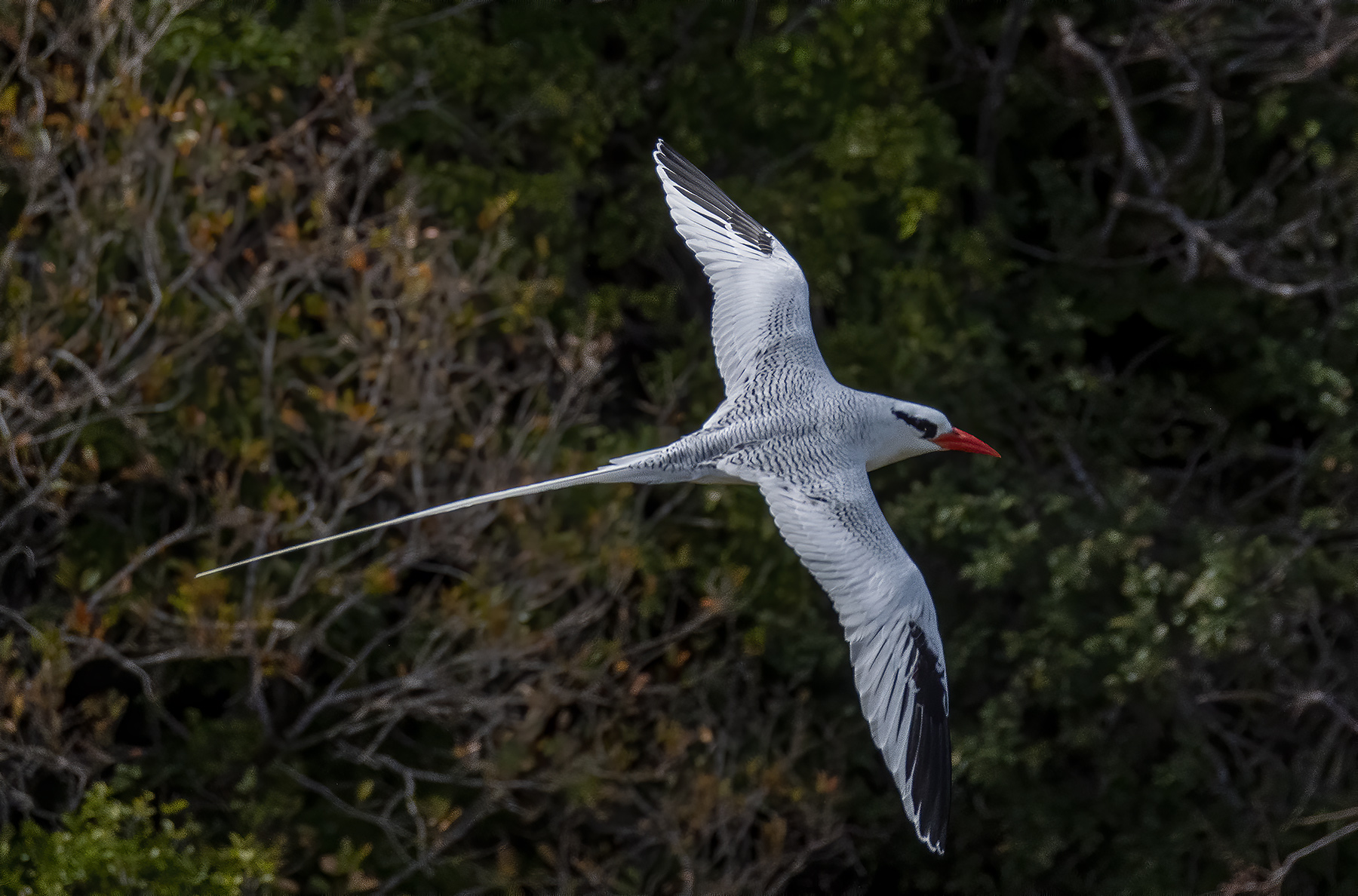

붉은부리열대새(Red-billed tropicbird, Phaethon aethereus)는 열대 바다에 서식하는 밀접하게 관련된 세 종의 바닷새 중 하나인 열대새이다. 표면적으로는 제비갈매기와 비슷하게 생겼으며 날개와 등에 약간의 검은색 무늬가 있는 흰색 깃털과 검은색 마스크, 일반명에서 알 수 있듯이 빨간색 부리를 가지고 있다. 대부분의 성체는 몸 길이의 약 2배에 달하는 꼬리 깃발을 가지고 있으며, 수컷의 꼬리 깃발은 일반적으로 암컷의 꼬리 깃발보다 길다. 붉은부리열대새 자체에는 후보를 포함하여 3개의 아종이 인정되어 있다. 아종 메소나우타(mesonauta)는 신선한 깃털의 장밋빛 색조로 일반 종과 구별되며, 아종 인디쿠스(indicus)는 더 작은 크기, 더 제한적인 마스크 및 더 많은 주황색 부리로 구별될 수 있다. 이 종은 열대 대서양, 동태평양 및 인도양에 걸쳐 분포한다. 지명은 대서양 남부에서 발견되고, 인디쿠스(indicus) 아종은 중동 앞바다와 인도양에서 발견되며, 메소나우타(mesonauta) 아종은 대서양과 태평양 동부 및 카리브해에서 발견된다. 이는 칼 폰 린네가 1758년 자연의 체계 제10판에서 설명한 많은 종 중 하나였다.